# I Got Stung
Singles de Elvis Presley
Hard Headed Woman
(juin 1958) (Now and Then There's) A Fool Such as I
(mars 1959)
I Got Stung est une chanson de rock 'n' roll écrite par Aaron Schroeder et David Hill pour Elvis Presley.
Enregistrée à Nashville le 11 juin 1958, c'est la dernière chanson du chanteur avant son départ pour l'Allemagne de l'Ouest, où il part faire son service militaire. Elle est publiée en 45 tours au mois d'octobre, en double face A avec One Night, et se classe no 8 des ventes aux États-Unis.